# Shenzhen Universiade Sports Centre Stadium
Das Shenzhen Universiade Sports Centre Stadium, kurz SUSCS (chinesisch 深圳世界大学生运动会体育中心, kurz 深圳大运中心, englisch Shenzhen Universiade Sports Centre), auch als Longgang Universiade Sports Centre oder Longgang Stadium bekannt, ist ein Sportkomplex mit Stadien im Bezirk Longgang der südchinesischen Stadt Shenzhen, Provinz Guangdong.

## Geschichte
Das von Gerkan, Marg und Partner entworfene Sportzentrum wurde 2011 fertiggestellt. Es wird hauptsächlich für Fußball- und Leichtathletikwettbewerbe genutzt und war Austragungsort einiger Wettbewerbe der Sommer-Universiade 2011. Die Fußballclubs FC Shenzhen und der FC Shenzhen Fengpeng tragen hier ihre Heimspiele aus.
Das Stadion hat eine Kapazität von 60.334 Zuschauern. Weitere Teile des Komplexes sind das Shenzhen Bay Sports Center, eine Mehrzweckhalle mit 18.000 Plätzen sowie eine Schwimmhalle mit einer Kapazität von 3.000 Besuchern.
Am 15. September 2018 bestritten die NHL-Teams der Calgary Flames und der Boston Bruins in der Mehrzweckhalle ein Vorsaison-Spiel.
Am 4. August 2018 fand das Spiel um den französischen Fußball-Supercup (Trophée des Champions) im Stadion statt. Der Meister Paris Saint-Germain besiegte den Pokalsieger AS Monaco mit 4:0. Auch der Supercup Partie 2019 soll im Stadion in Shenzhen ausgetragen werden.